# Любов до трьох апельсинів (опера)
«Любов до трьох аельсинів» (рос. «Любовь к трём апельсинам») — опера на 4 дії (10 картин) з прологом Сергія Прокоф'єва на лібрето композитора. Перша постановка відбулася французькою мовою у Чикаго, 30 грудня 1921 року. Задум опери виник під впливом Всеволода Меєргольда. Опера створена за мотивами однойменної п'єси Карло Гоцці (1761). В основі лібрето Сергія Прокоф'єва лежить сценарій, який 1915 р. переробили Всеволод Меєргольд разом з В. Соловйовим і К. Вогаком. Опера була закінчена у 1919 році в США.
Драматична п'єса Гоцці, продукт запеклої театральної полеміки, була переосмислена Меєргольдом і Прокоф'євим. Висміюючи ветхі форми й канони старої опери, композитор насамперед стверджує життєдайну силу сміху, радість, фантазію. Бачити у творі Прокоф'єва тільки полемічне заперечення опери неправильно. Пародія у цьому випадку слугує ствердженням позитивного начала.

## Дійові особи та перші виконавці
| Партія | Тип голосу    | Прем'єрна постановка, 30 грудня 1921 року (Диригент: Сергій Прокоф'єв) |
| --- | ------------- | ---------------------------------------------------------------------- |
| Король Треф, король вигаданої держави, одяг якого подібний до гральних карт | бас           | Джеймс Френсіс                                                         |
| Принц, його син | тенор         | Хосе Мохека                                                            |
| Принцеса Кларіче, племінниця короля | контральто    | Ірене Павловська                                                       |
| Леандр, перший міністр, одітий королем Пік | баритон       | Вільям Бек                                                             |
| Труффальдіно, блазень | тенор         | Октав Дюа                                                              |
| Панталон, наближений короля | баритон       | Дезіре Дефрер                                                          |
| Челій, маг | бас           | Гектор Дюфранн                                                         |
| Фата Моргана, відьма | сопрано       | Ніна Кошиць                                                            |
| Нінетта, принцеса | сопрано       | Жанно Дюссо                                                            |
| Лінетта, принцеса | контральто    | Філіне Фалько                                                          |
| Ніколетта, принцеса | меццо-сопрано | Френсіс Паперт                                                         |
| Смеральдіна, служниця Фата Моргана | меццо-сопрано | Жанна Шнайдер                                                          |
| Фарфарелло, диявол | бас           | Джеймс Вольф                                                           |
| Повар | бас           | Константін Ніколай                                                     |
| Майстер церемоній | тенор         | Лодовіко Олівієро                                                      |
| Геральд | бас           | Жероме Уль                                                             |
| Трубач (басовий тромбон), Десять Диваків (5 тенорів, 5 басів), Трагіки (баси), Коміки (тенори), Лірики (сопрано і тенори), Пустоголові (альти і баритони), Чортенята (баси), Медики (тенори и баритони), Придворні (весь хор), Виродки, П'яниці, Ненажери, Охорона, Слуги, Чотири солдати (без слів) |               |                                                                        |

## Сюжет
Син казкового короля Треф засмучений з приводу хвороби його сина Принца. Іпохондрію, що виникла через надмірне захоплення трагічною поезією, можна вилікувати тільки сміхом. Блазень Труффальдіно, як уособлення могутньої влади народного сценічного мистецтва, повинен влаштувати велике свято, аби допомогти хворому. Однак ворожі сили хочуть перешкодити одужанню Принца. На трон короля Трефа претендують принцеса Кларіче й закоханий у неї перший міністр Леандр, якими опікується відьма Фата Моргана. Вони змовляються вбити Принца, якому допомагає маг Челій. Труффальдіно під час свята пускає в хід різні прийоми, щоб розвеселити хворого. Відьма Фата Моргана приходить на святкуванням під виглядом старої, щоб не допустити зцілення. Коли відьма підходить до Принца, Труффальдіно відштовхує її - це викликає істеричний сміх у хворого. Розгнівана Фата Моргана проклинає Принца, вселяючи йому любов до трьох апельсинів, яка неминуче повинна привести його до загибелі. Принц вирушає на пошуки трьох фруктів і бере з собою Труффальдіно.
Маг Челій розповідає Принцеві, де зберігаються три апельсини, і попереджає, що апельсини можна відкривати тільки поблизу води. Челій дає Труффальдіно чарівний бантик, за допомогою якого можна втихомирити грізну Кухарку, яка охороняю апельсини у палаці відьми Креонти. Принцеві і Труффальдіно вдається викрасти 3 чарівних апельсини і вони тікають до пустелі за межами палацу. Поки Принц спить, замучений спрагою Труффальдіно відкриває два апельсина, з яких виходять принцеси Лінетта і Ніколетта й одразу же просять Труффальдіно дати їм пити.  Без води принцеси вмирають. Коли Принц прокидається, він розкриває останній апельсин, з якого показується принцеса Нинетта. Принц і Нинетта тут же закохуються одне в одного. Однак зла Моргана перетворює принцесу на пацюка, коли Принц йде до Короля, а підіслана служниця Смеральдіна займає місце Нінетти. Принц у розпачі. У день весілля Челій повертає Нінетті людську подобу, і Принц одружується з нею. Лиходійства Леандра, Кларіче й Смеральдіни розкриті, але відьмі Моргані вдається врятувати своїх слуг від загибелі.
Основна дія опери супроводжується й перериваються паралельним: персонажі прологу — диваки, коміки, трагіки — безперестанку втручаються у події, коментують їх, допомагають героям, що потрапили в біду. Введення цих персонажів зв'язано не стільки з формами умовного театру («Балаганчик» О.Блока та ін.), скільки пояснюється театральною природою задуму: суперечка про те, яким бути мистецтву — бездумно веселим, трагічним або ліричним, — ведуть як носії основної дії, так і «глядачі», які її коментують.

## Постановки
Музика Прокоф'єва — дотепна, винахідлива, ритмічно гостра — сполучає гротеск і лірику. Вокальні партії мають переважно декламаційний характер. На радянській сцені вперше цю оперу поставили у Ленінградському Театрі опери й балету 18 грудня 1926 року. Ставилася опера й у Большому театрі (1927), з 1964 року іде на сцені ленінградського Малого оперного театру, нині Михайлівський театр. Опера закріпилася у репертуарі багатьох оперних театрів світу, зокрема й Київської опери.
Марш із опери також відомий у фортепіанній транскрипції, зробленій автором (Op. 33ter).